# 松阪牛

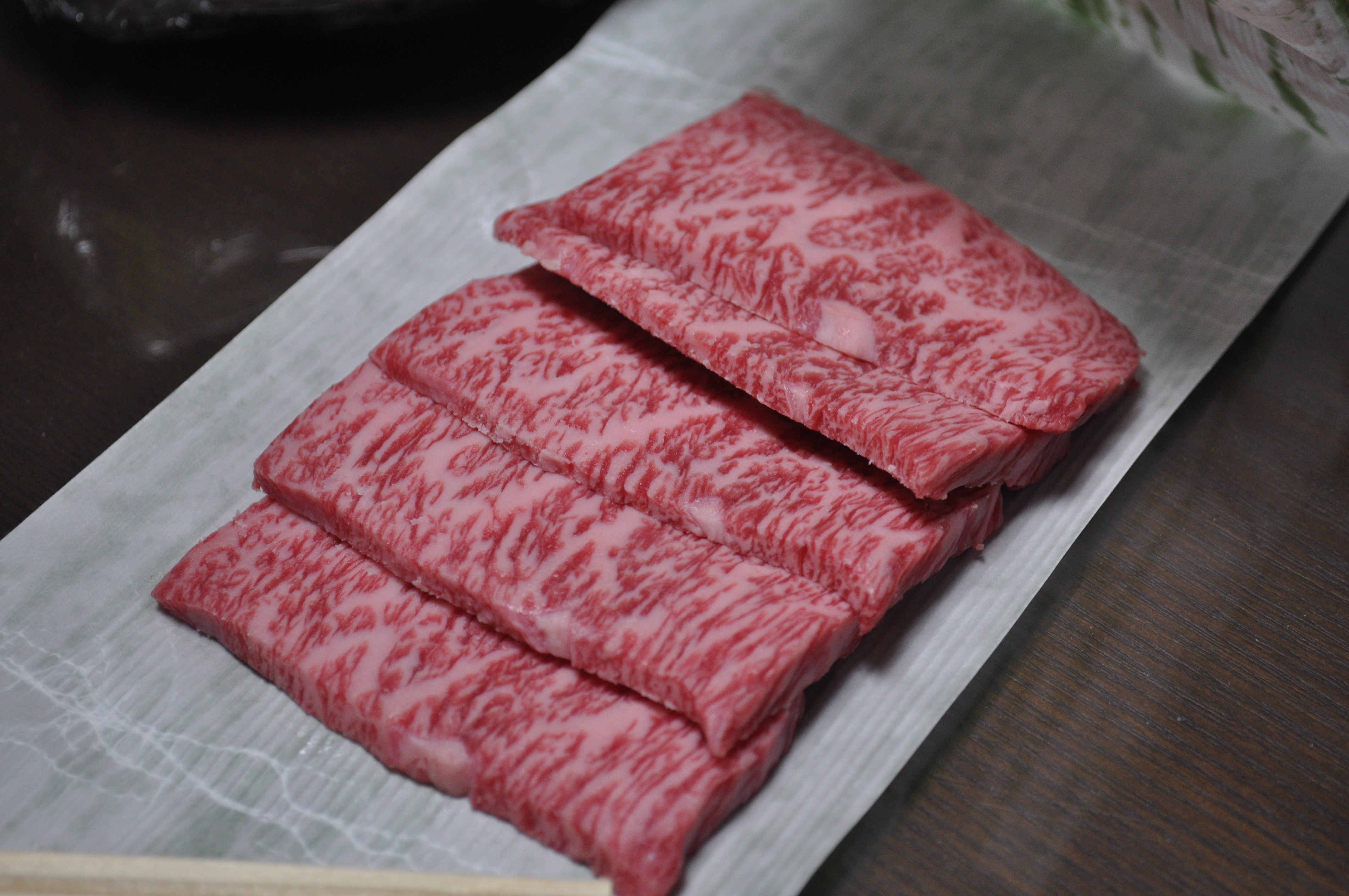
松阪牛

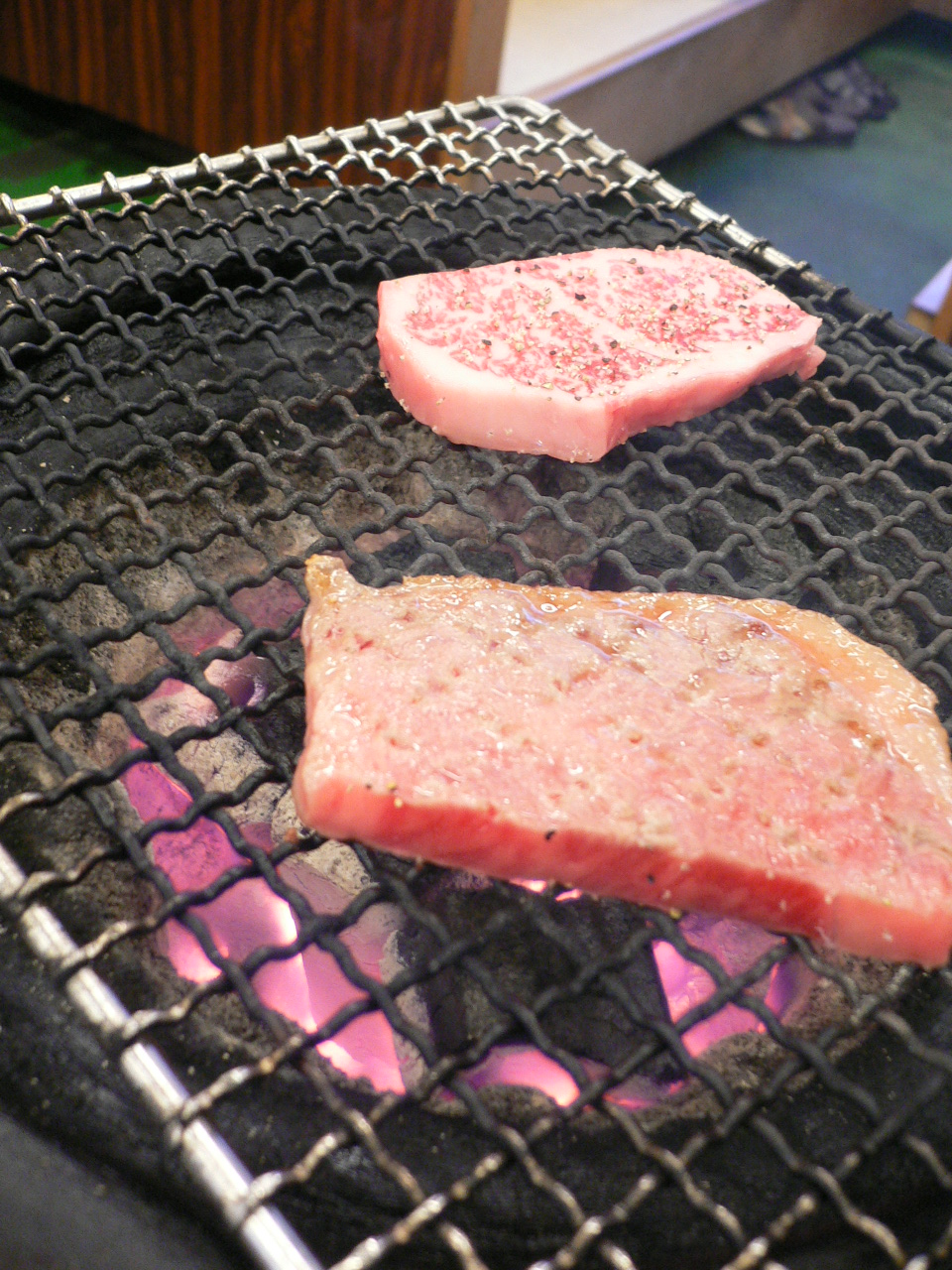
松阪牛の網焼き

松阪牛（まつさかうし／まつさかぎゅう）は、全国各地から高級銘柄の黒毛和種子牛を買い入れ、三重県松阪市及びその近郊で肥育された牛で品種としての呼称ではない。日本三大和牛の1つであるとも言われ、「肉の芸術品」の異名を持ち、霜降り肉になっているのが特徴である。
なお、「松阪牛」は地域団体商標となっている（商標登録第5022671号）。

## 松阪牛の読み方
正式な読みは「まつさかうし」とされるが、「まつさかぎゅう」あるいは「まっさかぎゅう」も誤りではない。特許庁の地域団体商標登録案件一覧でも「松阪牛（まつさかうし／まつさかぎゅう）」となっている。一方、生きているウシを「まつさかうし」、牛肉を「まつさかぎゅう」と呼ぶという見解が一部にあるが、これは俗説であり、ウシも牛肉もどちらで呼んでも誤りではない。そもそも生産地では「まつさかうし」と呼ぶのが一般的であったことから、三重ブランドとして松阪牛を情報発信するときに「まつさかうし」の読みを基本とするという取り決めが三重県庁と松阪牛協議会の間で結ばれた。ただし県として一般市民による「松阪牛」の読み方を規制する意図はない。
「まつざかうし」や「まつざかぎゅう」の呼称は誤りであり、松坂牛は誤記である。

## 歴史
松阪近郊では江戸時代より但馬国（現・兵庫県）で生まれ紀伊国（現・和歌山県）・紀の川流域で育ったメスのウシを購入し、農作業に利用していた。松阪の農家で買われたウシは家族同然にかわいがられ、3 - 4年もすると自然に肥えていった。幕末になると神戸外国人居留地の住人の間で神戸ビーフが注目され、松阪で長く飼育されたウシが肉牛として買い取られ、神戸ビーフへと変貌を遂げた。
文明開化の時代を迎えると、山路徳三郎が三重県から十数頭もの肉牛を徒歩で引き連れて東京へ売りに行く「牛追い道中」を展開し、東京の料理店で牛肉の扱いを学んだ松田金兵衛が松阪で精肉店「和田金」を開いた。山路は農家に肉牛生産を勧め、獣医師でもあったことから取引農家のウシの健康状態を見て回り、松田は「良い肉しか売らない」という方針を掲げ、良質の肉牛には大金を払った。彼らの活躍により農家が肥育技術を向上させたことで松阪牛ブランドの基礎が築かれた。伊勢神宮への参宮経路の途中にある松阪には大正から昭和初期にかけて、多くの参宮客が和田金や牛銀本店を訪れ、中には政財界の要人や作家らの姿もあった。彼らは雑誌などでその美味を語り、松阪牛の名を世に広めることとなった。また芝浦屠場で1935年（昭和10年）に日本初の全国レベルの肉牛コンテストとして「全国肉用畜産博覧会」が開かれ、度会郡神社町（現・伊勢市）の農家の道端長松が育てた雌牛「みち」が最高の賞である「名誉賞」を獲得、松阪牛の名が日本中に知られる契機となった。
一方この頃、松阪近郊で育ったウシは旧国名（伊勢国）を採って「伊勢牛」と呼ばれていた。1921年（大正10年）に和田金が「松阪肉元祖」を名乗るなど一部で「松阪肉」と称することはあったものの、松阪牛・松阪肉の名が広く用いられるようになったのは、宇治山田市が1955年（昭和30年）に伊勢市に改称し、伊勢牛・伊勢肉では伊勢市が産地であると誤解される恐れが生じたので、家畜商や精肉店が集まって話し合い「松阪肉」と称することに決めてからである。その後、1958年（昭和33年）に松阪肉牛協会が結成され、東京の会員に販売する「松阪肉」を枝肉の格付けで上規格以上と定めたことや、1949年（昭和24年）に始まった松阪肉牛共進会で入賞したウシの高値取引がマスコミの話題をさらったことで松阪牛が高級ブランドとして定着していった。そして「ビールを飲ませる」ドイツ、スペインなどのヨーロッパ式飼育法を取り入れたことも海外で報道され、国際的な話題となることもあった。
2001年（平成13年）に発生したBSE問題や産地偽装事件への対応のため、2002年（平成14年）には子牛の導入から出荷までを管理する「松阪牛個体識別管理システム」が発足し、これに登録した肉牛を松阪牛とした。しかし一方で、2002年（平成14年）8月19日の規約改訂により、但馬牛のように高級品以外でも「特選松阪牛」と名乗ることが出来るようになった。これ以降産地団体では低級品目には自主的に「松阪牛」と表示しない旨の指導がなされてきた。

## 定義

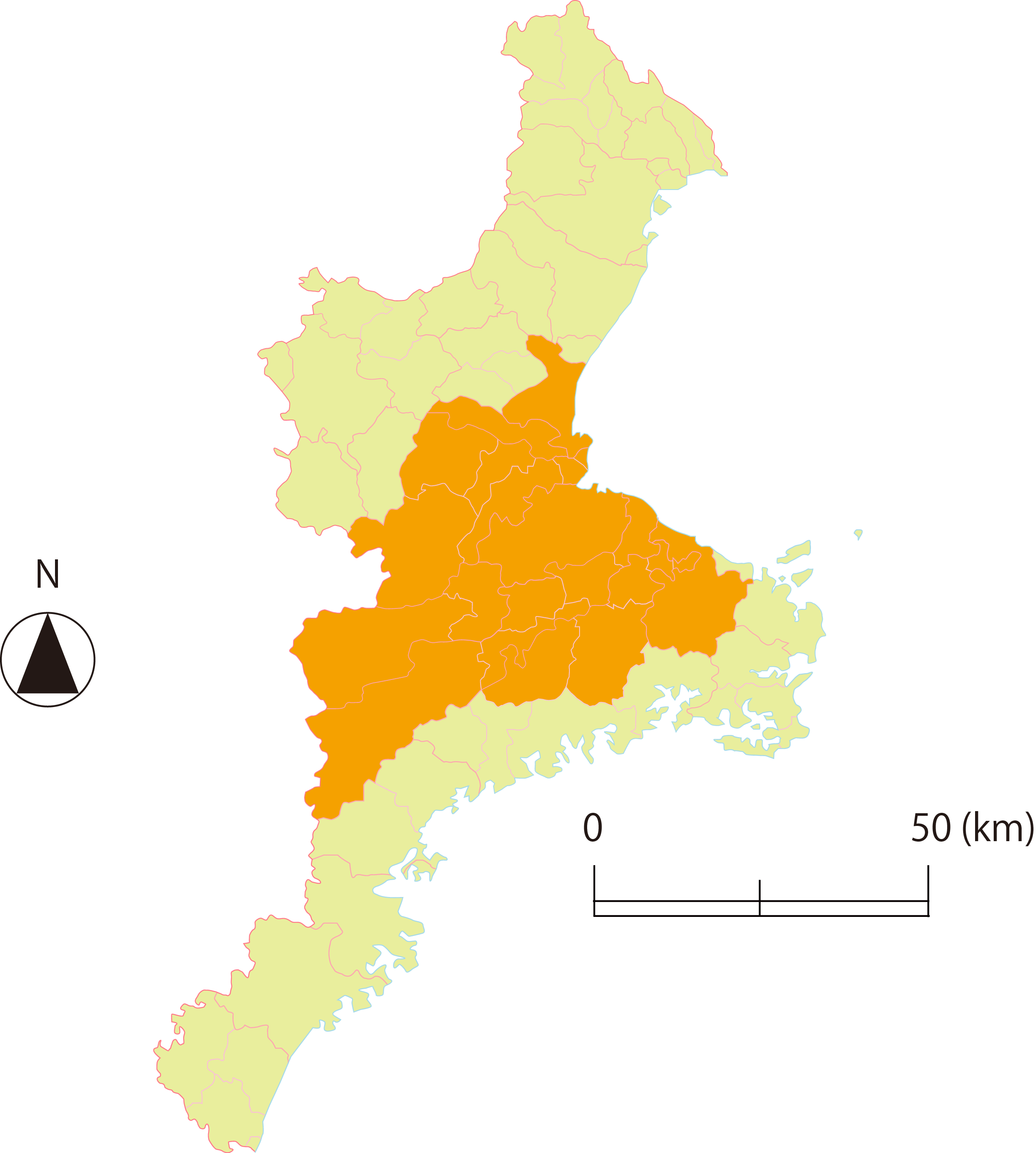
松阪牛生産地域

松阪牛とは「黒毛和種」の「未経産（子を産んでいない）雌牛」で、2004年（平成16年）11月1日時点での三重県・中勢地方を中心とした旧22市町村、および、旧松阪肉牛生産者の会会員の元で肥育され、松阪牛個体識別管理システムに登録している牛をいう。旧22市町村とは、以下の区域である。
- 松阪市
- 津市
- 久居市
- 伊勢市
- 一志郡（一志町・白山町・嬉野町・香良洲町・三雲町・美杉村）
- 飯南郡（飯南町・飯高町）
- 多気郡（明和町・多気町・大台町・勢和村・宮川村）
- 度会郡（大宮町・度会町・小俣町・玉城町・御薗村）[22]

生産地域が旧22市町村に決定された2002年（平成14年）には、この範囲から外れた市町村の農家から多くの反発があった。特に定義から漏れた北勢地区の農家は他の銘柄牛が県内全域を生産地域としていることを指摘し、集団で定義の変更を申し入れた。これに対して三重県松阪食肉公社の社長と松阪市長を兼任していた野呂昭彦は「県内全域が産地だとは論外」とし、市町村合併が進んで市町村の範囲が変更されても旧22市町村の枠組みを堅持した。中には旧22市町村内にウシを引っ越す農家も見られた。例えば旧志摩郡阿児町（現・志摩市）のある農家は、旧松阪市と旧三雲町の廃業した酪農家から牛舎を借用して自らのウシ250頭を移動させ、「松阪牛」の生産を続けた。また当時松阪肉牛生産者の会の副会長を務めた男性の農場は、旧美里村にあり旧22市町村の範囲外であったが、これまでの実績を訴えた結果、特例措置として男性の飼育するウシは松阪牛を名乗ることが認められた。生産地域から漏れたことで「松阪牛」を名乗れなくなり収入が激減したとして損害賠償を求める訴訟を起こす人も現れた。この裁判では、定義から外れた旧大内山村の男性が松阪市と松阪肉牛協会を訴えたものであったが、2010年（平成22年）11月4日に津地方裁判所は原告敗訴とする判決を出している。

### 格付け
一般の松阪牛と、特産松阪牛とに区分される。
- 一般の松阪牛：「A」「B」「C」の３等級の歩留等級と、脂肪交雑・肉の色沢・肉の締まり及びきめ・脂肪の色沢と質の４項目で決定される肉質等級の組み合わせが、等級として表示される[29]。
- 「特産松阪牛」：松阪牛の中でも、兵庫県産の子牛を導入し松阪牛生産区域で900日以上肥育した牛[29][30]。

## 生産
但馬牛、宮崎牛など全国各地の高級子牛を買い入れ、肥育農家にて3年程度肥育する。肥育は牛舎で主に穀物類を与え、放牧を行うことはない。1戸あたりの肥育頭数は少なく、大規模経営は和田金牧場くらいである。多くの牧場は後継者が不足しており、牛肉の輸入自由化以降は取引価格も抑えられているなど、盤石の経営環境とは言えない。
一部の農家ではウシにビールを飲ませる事がある。肥育末期に摂食量が落ちる「食い止まり」という現象への対処のためで、ルーメン（第1胃、瘤胃）内の発酵状態を改善する作用が食欲増進に通じ、より肉付きを良くするのが目的である。餌を摂る量が落ちた時に与えるので、毎日飲ませているわけではない。この方法を考案したのは、自社牧場を持つ和田金であると言われているが、ヨーロッパでは家畜や軍用犬の品種改良の際にワインとともに用いられた手法でもある。（ビールの食欲増進効果については否定的な考えを持つ研究者もいる。）
マッサージを行うこともある。これは脂肪を均一にする（霜降り肉にする）ためと一般に言われているが、実際にはそのような効果はなく、出荷前のウシをリラックスさせることが目的である。
松阪牛生産農家を中心に、生産地域の地方自治体も含めた約130会員を擁する松阪牛協議会が2004年（平成16年）11月1日に発足し、松阪牛の生産振興、BSEや産地偽装の無い安全・安心な松阪肉の提供、ブランド維持と発展に向けて活動している。
また、松阪牛は全国各地の優秀な子牛を松阪牛生産地域に導入後、生産者が手塩にかけて育て上げた松阪牛1頭1頭の個体情報や肥育農家情報（給餌飼料や肥育農家名などの農家情報と、牛の出生地、肥育場所、肥育日数）など、導入から出荷まで36項目のデータが松阪牛個体識別管理システムへ集積される。

## 産地偽装
有名な牛であるため、産地偽装が起きやすく、松阪市及びその近郊の肥育農家にて組織を作り松阪牛の定義付けを行い、松阪牛個体識別管理システムを運用して、出荷した牛肉に専用のシール及び証明書を付け、個体識別番号により産地・肥育農家・移動履歴その他の情報が検索できる等、様々な対策を行っている。販売店には鈴の形をした看板が会員証として配布され、各々に会員番号が付加されている。販売時には、生産地を示す認証表示が販売店において行われている。
三重県は、生産者からの申請を受けて三重ブランドのひとつに認定している。

## 商標権問題
2008年5月、中国において松阪牛協議会が2006年5月22日に「松阪牛」での申請を行ったが、それより8ヶ月ほど早く「松阪牛」と1字違いの「松坂牛」が、中国人によって2005年9月29日に商標登録を申請されていることが三重県松阪市の調査で分かった。しかし、松阪市の申請は、よく似たロゴが登録済み、一般的な食材として2010年4月28日付で却下された。
この申請過程で2001年に「松阪」の文字を使ったロゴマークが、2006年2月までに「松坂牛」や「松板」が中国において商標登録申請され、商標登録されていることなどが判明した。協議会は「松阪牛」「松阪肉」の商標を守るため、2009年7月には山中光茂市長が訪中し、中国商標局の幹部に適切な措置を求めていた。
2010年5月31日の松阪牛協議会の総会において会長の山中光茂市長が、民主党（県第4総支部）が協力的でないことを発言した。それに対して、民主党松田俊助支部幹事長は「ずっと民主党批判をしている山中市長の名前で国へ要望を上げるのは難しい」と発言した。
2010年6月の夕刊三重に、首相が交代するあわただしい政局や口蹄疫問題の発生が重なり農林水産省幹部との会談が延期されたため、自由民主党とみんなの党に要望を聞いてもらうことになったことや、民主党参議院議員から協力的な申し入れがあったものの、1週間後に「幹事長室から明らかな圧力があり「動くな」と指令が出た」との返事を聞いたとする記事が掲載された。

## 備考
- 近年では食肉だけでなく皮革加工品用材料としての利用が行われている。時計バンドメーカーバンビや生産者と縁の深い寺門ジモン等によってブランドSATOLI（さとり）が立ちあげられ、時計バンドや財布等が生産・販売されている。なお、正規品には三重県松阪食肉公社発行の認定書及び個体識別番号であるJPナンバーが発行され、食肉同様のトレーサビリティが確立されている。

- 台湾では日本産品の評価が高く、それにあやかって日本ブランド風のネーミングが商品に付けられることがある。松阪牛は台湾で霜降り肉の代名詞となっており、そのイメージから豚肉の豚トロに相当する部位が「松坂豚（松坂豬、松坂肉）」の名称で販売されている[46]。